# Léthé
Léthé (řecky λήθη, znamená zapomnění) je řeka, která tekla v podzemní říší Hádově podle starořecké mytologie. Vlévala se do řeky Styx.
Duše mrtvých, která se napila vody z řeky, zapomněla na svůj pozemský život. V přeneseném smyslu znamená zapomnění (spadnout do Léthé – být zapomenut, zmizet bez památky).

## Reálné řeky
Podle antických autorů je řekou zapomnění označovaná řeka Limia na severozápadě Pyrenejského poloostrova. Řeka zapomnění také inspirovala pojmenování řeky Lethe na Aljašce.